# Graphe de Robertson-Wegner
Le graphe de Robertson-Wegner est, en théorie des graphes, un graphe 5-régulier possédant 30 sommets et 75 arêtes.

## Propriétés

### Propriétés générales
Le diamètre du graphe de Robertson-Wegner, l'excentricité maximale de ses sommets, est 3, son rayon, l'excentricité minimale de ses sommets, est 3 et sa maille, la longueur de son plus court cycle, est 5. Il s'agit d'un graphe 5-sommet-connexe et d'un graphe 5-arête-connexe, c'est-à-dire qu'il est connexe et que pour le rendre déconnecté il faut le priver au minimum de 5 sommets ou de 5 arêtes.

### Coloration
Le nombre chromatique du graphe de Robertson-Wegner est 4. C'est-à-dire qu'il est possible de le colorer avec 4 couleurs de telle façon que deux sommets reliés par une arête soient toujours de couleurs différentes mais ce nombre est minimal. Il n'existe pas de 3-coloration valide du graphe.
L'indice chromatique du graphe de Robertson-Wegner est 5. Il existe donc une 5-coloration des arêtes du graphe telle que deux arêtes incidentes à un même sommet soient toujours de couleurs différentes. Ce nombre est minimal.

### Propriétés algébriques
Le groupe d'automorphismes du graphe de Robertson-Wegner est un groupe d'ordre 20 isomorphe au groupe diédral D10, le groupe des isométries du plan conservant un décagone régulier. Ce groupe est constitué de 10 éléments correspondant aux rotations et de 10 autres correspondant aux réflexions. 
Le polynôme caractéristique de la matrice d'adjacence  du graphe de Robertson-Wegner est : {\displaystyle (x-5)(x-2)^{8}(x+1)(x+3)^{4}(x^{4}+2x^{3}-6x^{2}-7x+11)^{2}(x^{4}+2x^{3}-4x^{2}-5x+5)^{2}}.